# Styczeń 2003

## 1 stycznia2003
- Wszedł w życie znowelizowany Kodeks pracy.
- Luiz Inácio Lula da Silva wygrał wybory prezydenckie w Brazylii.

## 5 stycznia2003
- Rolandas Paksas zwyciężył w wyborach prezydenckich na Litwie. Pokonał dotychczasowego prezydenta Valdasa Adamkusa.

## 6 stycznia2003
- Nastąpiły zmiany w rządzie premiera Leszka Millera. Odwołany został minister gospodarki Jacek Piechota, a resort gospodarki został połączony z resortem pracy i polityki społecznej, na czele którego stanął dotychczasowy minister pracy i polityki społecznej, Jerzy Hausner. Odwołany został minister skarbu państwa Wiesław Kaczmarek, a jego miejsce zajął Sławomir Cytrycki; powołany został minister, członek Rady Ministrów Lech Nikolski

## 8 stycznia2003
- Aleksandra Jakubowska została szefem Gabinetu Politycznego Prezesa Rady Ministrów.

## 10 stycznia2003
- Sejm powołał komisję śledczą do zbadania afery Rywina.
- Korea Północna wycofuje się z traktatu o nierozprzestrzenianiu broni jądrowej.

## 17 stycznia2003
- Prezydent Aleksander Kwaśniewski zawetował ustawę o biopaliwach.
- Senator Marek Balicki został nowym ministrem zdrowia.

## 18 stycznia2003
- Zjazd partii Prawo i Sprawiedliwość uchwalił poparcie dla głosowania za ratyfikacją traktatu akcesyjnego w referendum. Część działaczy partii (między innymi Marek Jurek i Artur Zawisza) wypowiedziała się przeciw tej uchwale. tekst uchwały

## 19 stycznia2003
- Nowym Przewodniczącym Prawa i Sprawiedliwości został Jarosław Kaczyński.

## 24 stycznia2003
- Tom Ridge został mianowany pierwszym Sekretarzem Bezpieczeństwa Krajowego USA.

## 28 stycznia2003
- Przedterminowe wybory w Izraelu wygrał rządzący Likud Ariela Szarona.
- Zejście lawiny pod Rysami w Tatrach. Zginęło 8 osób.